# Tephritis longicauda
Tephritis longicauda
 es una especie de insecto díptero que Masahiro Sueyoshi describió científicamente por primera vez en el año 1998.
Esta especie pertenece al género Tephritis de la familia Tephritidae.